# チェロウ・キャバーブ
チェロウ・キャバーブ（ペルシア語: چلوکباب, ラテン文字転写: čelow-kabāb, ペルシア語発音: [tʃelowkæˈbɒːb]）は、ご飯（ チェロウ：čelow ）とキャバーブからなるイラン料理。キャバーブには多くの種類があるが、基本的なものの1つ。イラン各地で、家庭や人が集まった際など、様々な機会で食されており、イランの「国民食」とみなされている 。おそらくはガージャール朝時代に創作された料理である。ナーセロッディーン・シャーが日常、口にしていた食事に含まれている。
チェロウ・キャバーブには、バター、ソマーグのパウダー、バジル、生玉ねぎ、焼きトマトなどが添えられる。一緒に飲まれる伝統的な飲み物はドゥーグというヨーグルトベースの飲み物である。1970年代からはドゥーグに代わって炭酸飲料もよく飲まれるようになった。
古いバザールの伝統では、ご飯と前菜が最初に出され、続いて串に刺されたキャバーブと平らなナン（通常はラヴァッシュ）が提供される 。串をご飯の上に直接置き、ナンでキャバーブを押さえながら、素早く串を抜き取る。

## 写真ギャラリー

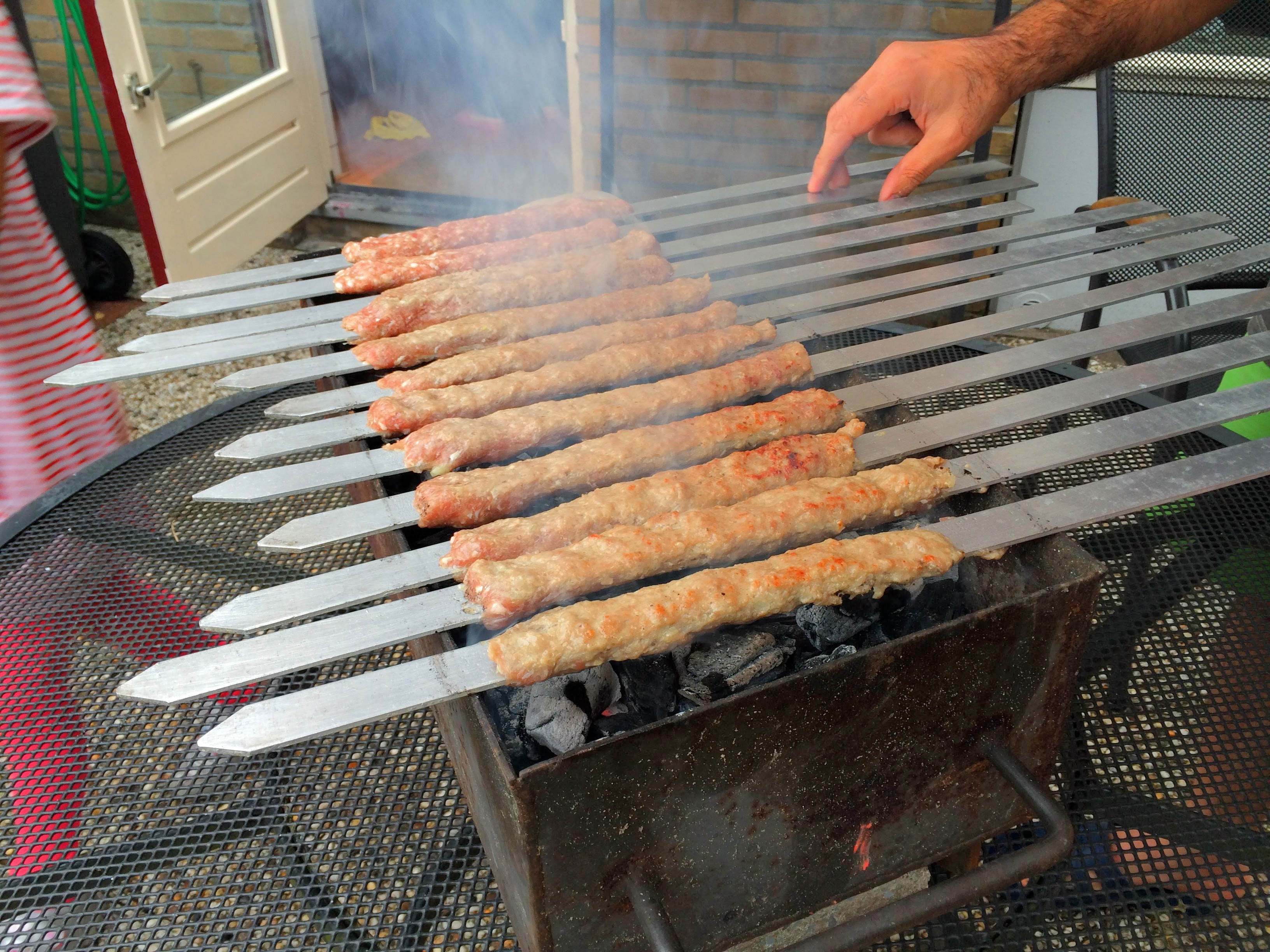
キャバーブを焼く様子。イランにて。
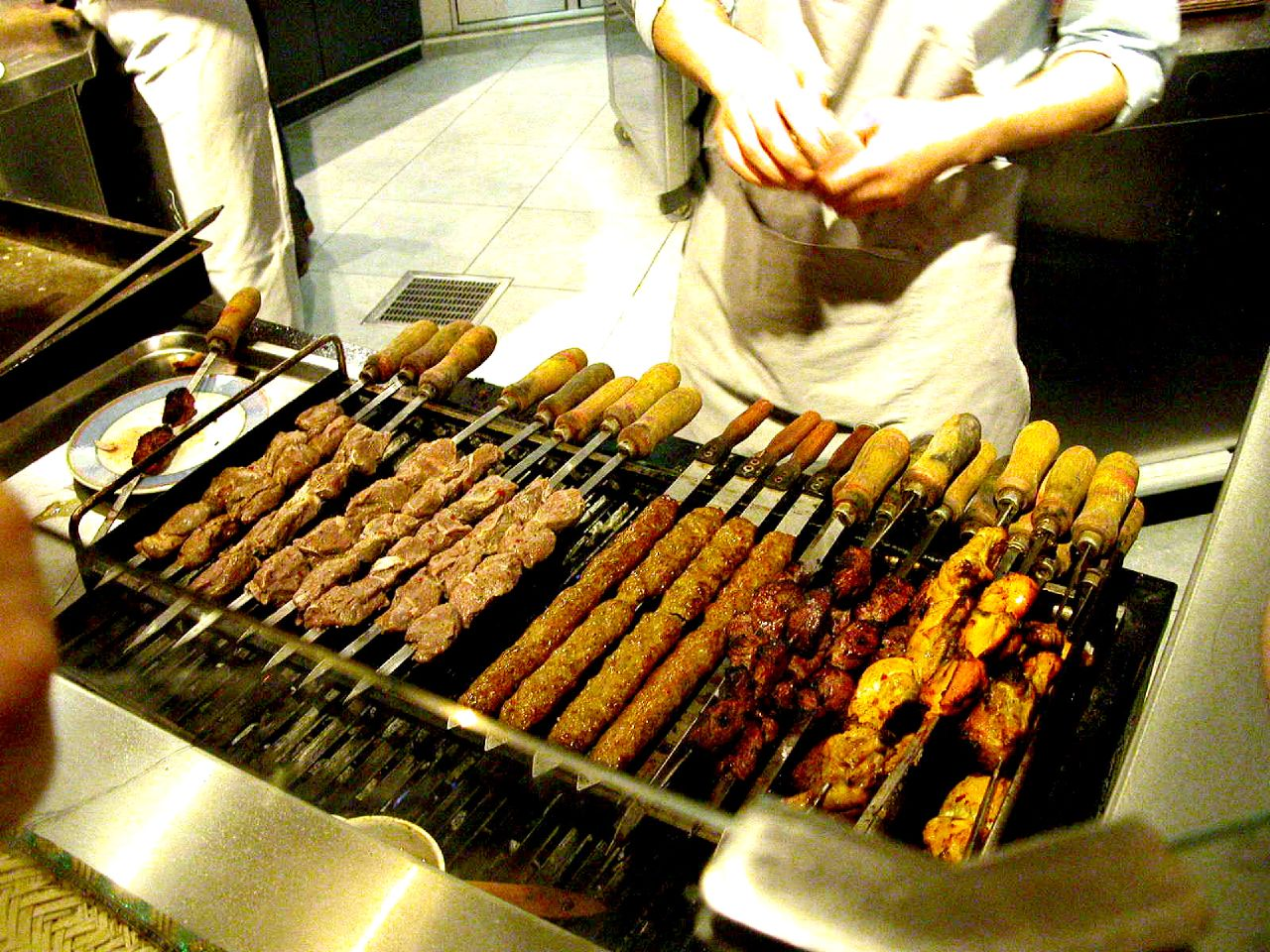
キャバーブを焼く様子
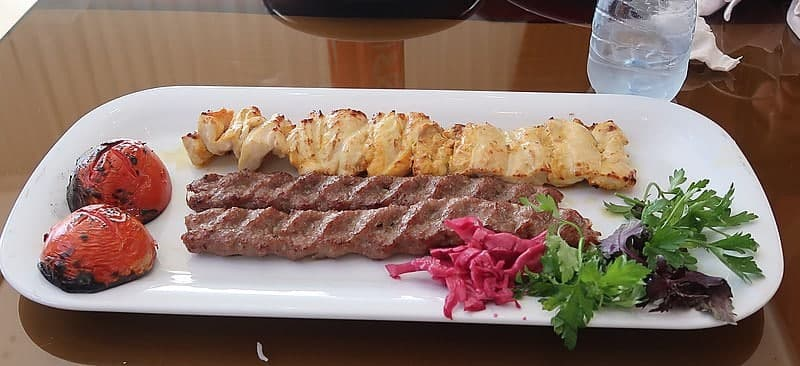
チェロウ・キャバーブの盛り付け
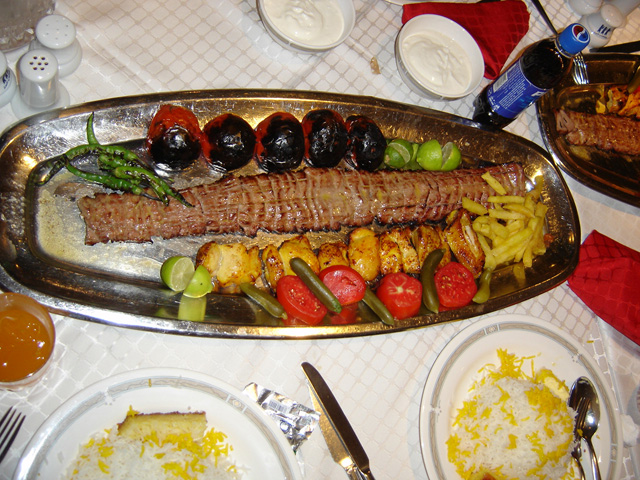
チェロウ、焼いたトマトとトウガラシ、ヨーグルト、ピクルス、ライム等を添えたチェロウ・キャバーブの盛り付け